# Santa Eulalia de Oscos
Santa Eulalia de Oscos (Eonavian: Santalla d'Ozcos) là một đô thị trong cộng đồng tự trị của Công quốc Asturias, Tây Ban Nha.